# Nordische Gebirgsschrecke
Die Nordische Gebirgsschrecke (Melanoplus frigidus) ist eine Heuschreckenart aus der Familie der Feldheuschrecken (Acrididae).

## Merkmale
Männchen erreichen eine Körperlänge von 17 bis 20 Millimeter, Weibchen werden mit 24 bis 26 Millimeter größer. Der Körper ist deutlich behaart. Die Grundfärbung der Art ist sehr variabel. Es kommen gelbliche, graugrüne und violett- bis rötlichbraune Farbtöne vor sowie verschiedene Kombinationen daraus. Der Rücken ist meistens eher braun bis grau gefärbt, die Seiten dagegen gelblich bis grünlich. In Kontrast hierzu weist die Art an den Flanken eine glänzend schwarze und weißgelbe Scheckung auf. Diese ist auf den Seitenlappen des Halsschildes besonders auffällig. Hier besteht sie aus einer großen, schwarzen Makel sowie gelben Flecken, welche im oberen Abschnitt der Makel eingeschlossen sind. Die Flügel sind ungefähr so lang wie Kopf und Halsschild zusammen und an ihrem Ende zugespitzt. Die Unterseite der Hinterschenkel und die Hinterschienen sind leuchtend rot.

## Vorkommen
Die Nordische Gebirgsschrecke ist boreo-alpin verbreitet. Sie kommt sowohl im Norden Skandinaviens und in Sibirien als auch in den Hochlagen und Gebirgen in Bulgarien vor. Fundorte in den Alpen liegen fast immer über 2000 Meter, die höchsten bei 2700 Meter. In den Alpen ist die Art von den französischen Hochalpen im Westen bis zum Großglocknergebiet im Osten anzutreffen, das Areal weist hier allerdings Unterbrechungen auf. Gebietsweise ist die Art recht häufig. In Deutschland kommt sie nicht vor.

## Lebensweise
Die adulten Tiere sind, abhängig von der Höhenlage, ab Juli oder August und bis September oder Oktober anzutreffen. Die Art ist sehr kälteresistent und auch nach Schneefall und strengem Frost noch am Rand von Schneefeldern beobachtet worden. Manchmal kommt es zu Massenvermehrungen, so dass je Quadratmeter mehrere Exemplare anzutreffen sind. Aufgrund des hierdurch ausgelösten Stresses kann es manchmal zur Ausbildung voll geflügelter Individuen kommen.

## Belege